# Nasereddine El Bahari
Nasereddine El Bahari (sinh ngày 11 tháng 4 năm 1986 ở Aïn Témouchent) là một cầu thủ bóng đá người Algérie. Hiện tại anh thi đấu cho MC Oran ở Giải bóng đá hạng nhất quốc gia Algérie.

## Sự nghiệp câu lạc bộ
Ngày 24 tháng 6 năm 2007, El Bahari ký hợp đồng 3 năm cùng với USM bel-Abbès.